# Pelo
El pelo o cabello es la continuación del cuero cabelludo y está formada por fibra de queratina y constituido por una raíz y un tallo que crece principalmente en la piel de la mayoría de los mamíferos.
Se forma en un folículo de la dermis, y constituye el rasgo característico de la piel delgada o fina. La diferencia entre la queratina de la capa córnea y la queratina del pelo es que en el cabello las células quedan unidas siempre unas con otras, dando lugar a una queratina muy dura. 
Cada uno de los pelos consiste en una raíz ubicada en un folículo piloso y en un tallo que se proyecta hacia arriba por encima de la superficie de la epidermis. La raíz se agranda en su base. La zona papilar o papila dérmica está compuesta de tejido conjuntivo y vasos sanguíneos, que proporcionan al pelo las sustancias necesarias para su crecimiento.
Es un anejo cutáneo que se distribuye por casi toda la superficie corporal, exceptuando las áreas palmoplantares, el ombligo y las mucosas. En un adulto el número aproximado de unidades es de unos cinco millones, repartiéndose de forma desigual a lo largo del cuerpo; en la cabeza hay alrededor de un millón, encontrándose entre 100 000 y 150 000 en el cuero cabelludo. El pelo de la cabeza mantiene el calor corporal de esta, le proporciona al cráneo cierta protección contra los golpes y se le conoce como «cabellera» o «melena». Las pestañas protegen los ojos disminuyendo la cantidad de luz y polvo que puede penetrar en estos; y las cejas protegen los ojos del sudor que puede gotear por la frente.

## Química del pelo
El pelo está constituido por queratina (proteína fibrosa), que contiene una alta cantidad de cisteína dentro de la cual se encuentra el aminoácido cisteína que tiene un átomo de azufre. "Las cadenas de queratina se acomodan de manera paralela", las cuales se mantienen unidas por medio de tres tipos de enlaces:
- Puentes disulfuro
- Puentes de hidrógeno
- Puentes salinos entre un ácido y una base

El agua tiene la capacidad de romper de manera temporal los puentes salinos y los puentes de hidrógeno.

## Anatomía del pelo

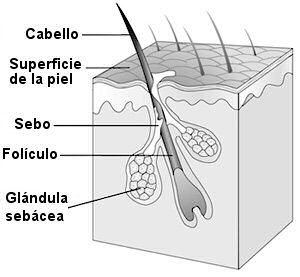
Glándula sebácea y folículo piloso.

Anatómicamente el cabello presenta la misma estructura que cualquier otro tipo de pelo, aunque la implantación en la piel es más profunda que en el resto, ya que el folículo llega hasta la hipodermis.
Las glándulas sebáceas son órganos secretores exocrinos que producen una sustancia grasa llamada sebo y desembocan dentro de cada folículo. Se sitúan en la parte media de la dermis asociadas al folículo piloso al que se van a desembocar. Las glándulas sebáceas se distribuyen por toda la piel, excepto en las regiones palmoplantares, y son muy abundantes en el cuero cabelludo, en la cara y en la zona superior del pecho, en el pubis y en la axilas.
Existen fibras musculares lisas asociadas a cada cabello (músculo erector del pelo). La contracción de los músculos hace que el pelo se erice, cambiando así su ángulo con relación a la piel. Este proceso incrementa las posibilidades aislantes de la cubierta del pelo, proporcionando así un mejor abrigo contra el frío.
En los folículos pilosos de las axilas y zonas genitales existen también glándulas sudoríparas apocrinas, son las responsables en parte del olor corporal característico de cada persona.
El tallo comprende tres capas. La médula, que consiste en células queratinizadas, laxamente unidas, y que está presente solamente en los cabellos más gruesos (pelo de guardia). El espacio intercelular está lleno de aire. La médula está rodeada de la corteza o córtex, fuertemente adherida. En la corteza está la parte intermedia del pelo, se fijan la mayoría de los gránulos de pigmento. Su superficie se haya cubierta por una cutícula o tegumento, en el que las células pueden estar adheridas o bien separadas en las porciones terminales, formando escamas.
El pelo sufre continuas modificaciones. Cuando termina de crecer, la reproducción de las células indiferenciadas de la base del folículo también se detiene, la raíz se hace progresivamente más estrecha, y las células que se encuentran encima de la papila sufren un proceso de cornificación. Finalmente, la raíz se separa de la papila del pelo, y este se cae. Antes de que se desprenda, se inicia la formación de un nuevo pelo en la base del folículo.

## Fases de crecimiento
Este anejo no crece de manera indefinida, sino que tiene un crecimiento cíclico, al que se le llama ciclo piloso. Cada folículo posee su propio ciclo, independiente de los que haya a su alrededor.
- Fase anágena o anagen: En esta fase el pelo está pegado a la papila, nace y crece. Dura entre 2 y 8 años,[5] aunque ocasionalmente es mucho mayor. La forma del folículo en esta fase es similar a la de una cebolla, más ancha en la base que en el tallo. El pelo crece sin cesar debido a que las células de la matriz del folículo se dividen por mitosis constantemente.
- Fase catágena o catagen: Es una fase de transición. Se extiende unas 3 semanas,[5] durante los cuales el crecimiento se detiene y se separa de la papila, cesando la actividad de las células de la matriz, incluido los melanocitos. El bulbo toma un aspecto cilíndrico.
- Fase Telógena o telogen: Es la fase del descanso y de caída del pelo, dura unos 3 meses.[5] La raíz del pelo toma un aspecto de cerilla y permanece insertado en el folículo.

| Tipo de pelo   | Duración de la fase anágena |
| -------------- | --------------------------- |
| cabello        | 2-5 años (730-2920 días)    |
| barba          | 1 año (365 días)            |
| vello corporal | 13-15 semanas (91-105 días) |
| cejas          | 1 mes (30 días)             |
| bigote         | 4-14 semanas (28-98 días)   |

Cada 2 días y 9 horas y media, el cabello crece al menos un milímetro más.

## Función
El pelo desempeña funciones sensoriales y termorreguladoras:
- Protección: El cabello protege al cuero cabelludo del sol y del frío. En el caso del ser humano, las cejas y las pestañas protegen los ojos del sudor que pudiera caer de la frente, los pelos de la nariz impiden la entrada en las fosas nasales de polvo, partículas que pueda contener el aire. También sirve para la amortiguación de golpes y rozaduras. Dificulta las picaduras de insectos y mejora el control de la temperatura corporal mediante disipación.
- Estética: En todas las culturas humanas el pelo ha tenido mayor o menor grado de cuidado e importancia. Desde su peinado, lavado, recogido y adornado hasta su total afeitado. La mucha o poca presencia de vello ha sido un símbolo estético de múltiples significados: fortaleza, sabiduría, experiencia, virilidad/feminidad, libertad, esclavitud, moda, religión, poder adquisitivo, estamento social, ideología político-filosófica, identidad cultural, entre otros muchos. Modificar su aspecto mediante tintes, permanentes o alisados, así como en diversos peinados, ha acompañado a la moda de forma estrecha en todas las culturas.

## Tipos de pelo
En sentido unitario (es decir, en lo que respecta a cada pelo), puede haber de ellos distintos tipos:
- Pelo de cubierta, guardia o jarra: es el pelo más largo y recto, con una terminación en punta; este tipo de pelo impide que escape el calor.
- Bajo piel o borra: sirve para el aislamiento térmico, ya que es muy denso; permite el intercambio térmico hacia el exterior, o bien lo impide.
- Sensorial o vibrisas: está provisto de senos vasculares y fibras nerviosas que envuelven la base del folículo piloso, por lo que tienen una función sensorial.

## Clasificación

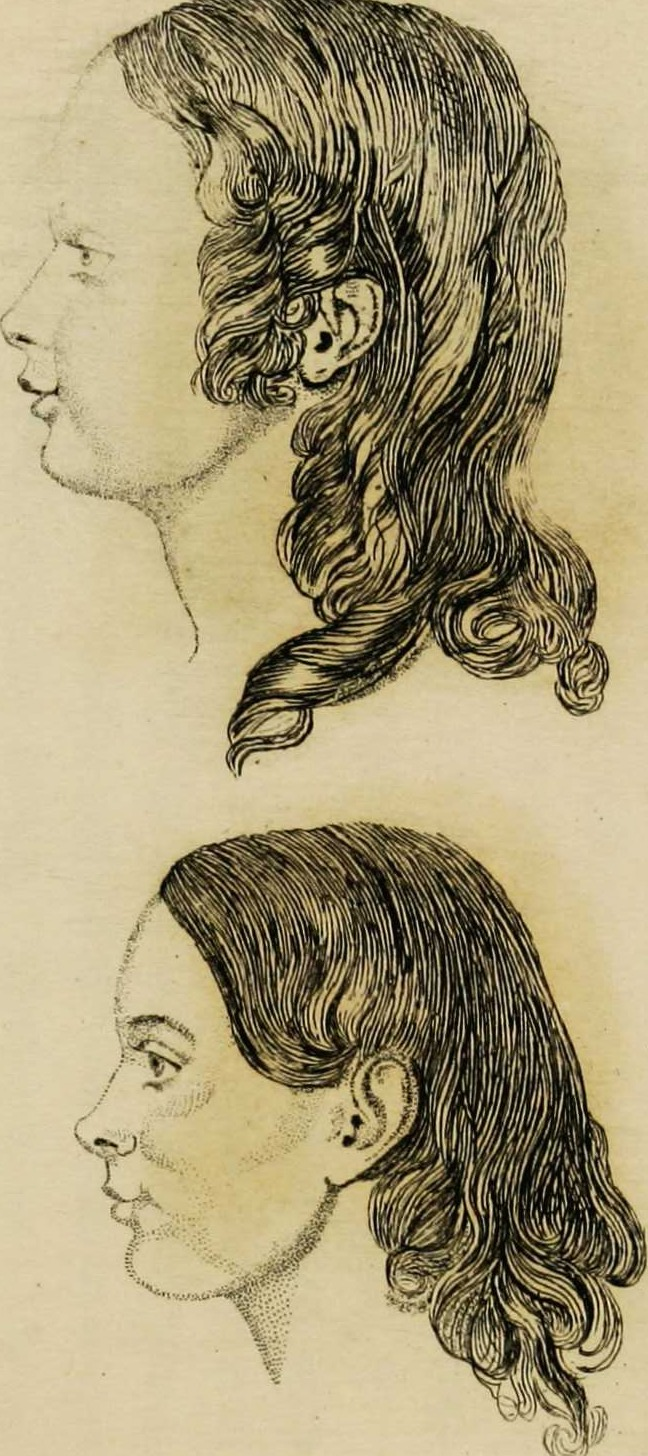
cabello femenino

### En función de su estructura
La estructura del cabello se encuentra determinada por la forma en que se encuentran los puentes disulfuro, pero en el fondo esto se encuentra determinado por información contenida en el ADN:
- Liso, lacio o lisótrico. La forma del folículo es redondo y está orientado verticalmente a la superficie de la piel formando un ángulo recto con ella. Esta estructura se debe a que los enlaces de azufre se encuentran de forma paralela. Hay dos tipos:

El cabello liso y áspero no tiene rizos. Se diferencia del cabello fino y liso por un mayor diámetro y un mayor desarrollo de un núcleo irregularmente hueco, la médula, que mejora algo las propiedades aislantes del cabello. La masa total de cabello suele ser impresionante. Se dobla con menos facilidad que el cabello fino y liso y puede ser muy rígido, por lo que se controla mejor si se lo mantiene muy largo o corto. El cabello liso y áspero suele ser negro y se encuentra con frecuencia en los asiáticos del este y del norte, pero también se presenta en muchos nativos americanos. El cabello liso y fino:
El cabello liso y fino, puede mostrar la misma ausencia de rizos que el cabello liso y grueso. Sin embargo, se diferencia por una textura mucho más fina, con un diámetro más pequeño y no redondo, sino ovalado. El cabello liso y fino a menudo es una transición hacia el cabello débilmente ondulado, que aparece especialmente en las puntas del cabello si se deja crecer muy largo. El cabello liso y fino existe en todos los colores y es común entre los europeos, asiáticos occidentales, indios, nativos americanos, polinesios, asiáticos del este y del norte.

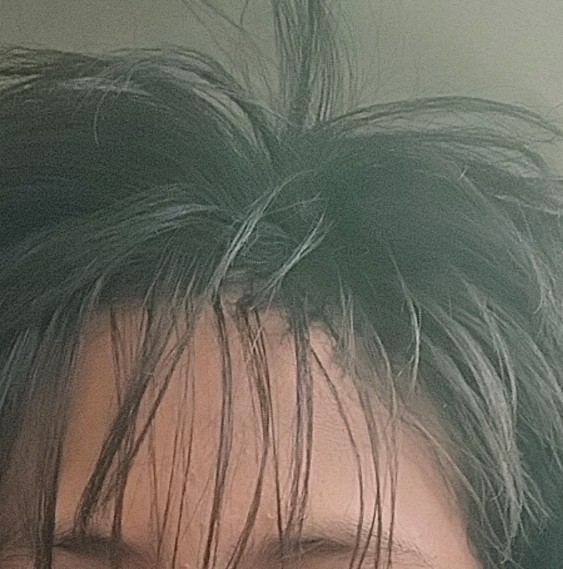
Cabello liso y grueso, común en poblaciones asiáticas y nativas americanas.

- Ondulado o cinótrico. Tiene forma oval y está orientado formando un ángulo agudo.
- Rizado o ulótrico. Tiene forma elíptica y la orientación es paralela a la superficie de la piel. Los enlaces de azufre se encuentran de manera diagonal, que da lugar a una espiral.

Cabello rizado

- Crespo o ulótrico: Tiene forma elíptica más pequeña que el rizado, generalmente en color negro, pero también puede ser rubio en el caso de personas albinas o personas nativas de melanesia. Los espirales que forman son muy pequeños.

### En función de su emulsión epicutánea
El cabello se puede clasificar en función de la emulsión epicutánea que presenta en:
- Normal. La emulsión epicutánea está equilibrada. El aspecto del cabello es brillante, suave y aterciopelado.
- Seco. La emulsión epicutánea contiene poca grasa y poca agua. El aspecto del cabello es áspero y quebradizo.
- Graso. La emulsión epicutánea tiene alto contenido en grasa. El aspecto del cabello es brillante y pegajoso.
- Mixto: está entre un punto intermedio entre seco y graso. En este caso las raíces tienen mayor grasa y las puntas tienden a resecarse. Algunos cabellos grasos que sufren cambios por tintes, decoloraciones (químicos) se convierten en cabellos mixtos.

## Cualidades del cabello
Las cualidades de este anejo cutáneo se deben a la estructura filamentosa de la queratina. Son: elasticidad, resistencia, y porosidad.

### Elasticidad
Es la capacidad que tiene el cabello para estirarse y volver a su forma natural sin romperse. 
En la mayor parte de los procedimientos químicos de belleza (tintes, decoloración, ondulación, escamación) se hace la prueba de elasticidad para no sobreprocesar el cabello.

### Resistencia
El pelo es «fuerte» porque las células cuticulares están unidas entre sí con una sustancia química compleja que actúa como cemento y las mantiene también unidas al córtex.
El cabello es resistente a:
- la rotura: un cabello sano puede soportar una carga de 50-100 g; esto puede verse alterado por algunos agentes químicos;
- el calor: un cabello resiste temperaturas de 140 °C cuando está seco, y hasta 200 °C cuando está mojado;
- la putrefacción: la estructura de la queratina y su contenido en azufre hacen el cabello muy resistente;
- cambios de pH: cuando la fibra capilar se somete a soluciones ácidas extremas o alcalinas extremas, se debilita.

### Propiedades eléctricas
El cabello seco no es un buen conductor de la electricidad, y presenta una alta resistencia antieléctrica. Cuando se aplica peinado o cepillado, los cabellos acumulan electricidad estática y se repelen entre sí.

### Porosidad
Es la capacidad que tiene el cabello de absorber líquidos. La absorción de agua produce un hinchamiento de la fibra con un incremento de un 15-20 % en el diámetro y solo un 0,5-1 % en su longitud.
El pelo mojado es un poco más largo y más esponjoso.
La absorción de agua y el hinchamiento de la fibra dependen sobre todo del pH del medio. El pH alcalino favorece el hinchamiento de la fibra capilar.

## Color
Los pigmentos responsables del color de este anejo son las melaninas, que son producidas por los melanocitos de la matriz. La melanina se acumula dentro de estas células en unos orgánulos esféricos denominados melanosomas, delimitados por una membrana lipídica. La actividad de los melanocitos se adapta al ciclo piloso, y se produce durante la fase anágena.

### Colores de cabello
- Negro:

Es la tonalidad más oscura del cabello, siendo a su vez la más frecuente debido a una muy alta cantidad de eumelanina. Es junto con el cabello marrón los más comunes a nivel mundial.
- Castaño:

El pelo castaño se caracteriza por mayores niveles de eumelanina y niveles más bajos de feomelanina. De los dos tipos de eumelanina (negro y marrón), las personas de cabello castaño tienen eumelanina marrón; también suelen tener mechones de espesor medio.
El color castaño es un color del pelo que es una cortina rojiza del pelo marrón. En contraste con el pelo castaño, el color rojizo de la castaña es más oscuro. El pelo castaño es común entre los pueblos nativos de Europa Occidental y Oriental.
- Rubio:

Se extiende desde una tonalidad casi blanca (rubio platinado) a un rubio oscuro dorado. El rubio afresado, una mezcla de pelo rubio y rojo, es un tipo mucho más raro que contiene más feomelanina. Puede tener casi cualquier proporción de feomelanina y eumelanina, pero tiene solamente pequeñas cantidades de ambos. Más feomelanina crea un color rubio más dorado o afresado, y más eumelanina crea un color cenizo o dorado.
Muchos niños nacidos con el pelo rubio desarrollan el pelo más oscuro mientras que envejecen, con la mayoría de los rubios naturales que desarrollan un color de pelo de un tono rubio oscuro por el tiempo alcanzan la edad media. Las hormonas del embarazo apresuran este proceso. El pelo rubio claro natural es raro en la edad adulta, con demandas de la población del mundo que se extendía del 2 % de los rubios naturales
La población rubia predomina en el continente Europeo, y de forma más común en los países nórdicos, Rusia y en países anglosajones. Estudios realizados en 2012 mostraron que el cabello rubio natural de los melanesios es causado por una mutación recesiva en la proteína 1 relacionada con tirosinasa (TYRP1). En las Islas Salomón, el 26 % de la población tiene el gen; Sin embargo, está ausente fuera de Oceanía.
- Pelirrojo:

Varía de tonos rubios afresados a luz titian, cobre y menos comúnmente rojo puro. Es causada por una variación en el gen Mc1r y es recesivo. El cabello rojo tiene las cantidades más altas de feomelanina, alrededor 67 %, y generalmente niveles bajos de eumelanina. Entre el 1 y 2 % de la población posee dicho color de pelo, por lo que es el menos común. Se encuentra más prominentemente en los países del Reino Unido: Escocia, Irlanda del Norte, Gales e Inglaterra; y fuera del reino, Irlanda. Escocia concentra la mayor proporción de pelirrojas; el 13 % de la población es pelirroja y aproximadamente el 40 % lleva el gen recesivo.
- Gris o blanco:

Tonalidad de cabello que generalmente se presenta en la vejez o incluso antes, en función de distintos factores (estrés, alimentación, herencia). Se conocen como canas. Se conoce como albinismo a la condición genética en la que hay una ausencia congénita de melanina de ojos, piel y pelo en los seres humanos y en otros animales causado por una mutación en los genes.

### Pigmentos
Según la concentración de los pigmentos en cada persona, el color del cabello puede variar, inclusive la ausencia en específicas cantidades de melanina dan la coloración del cabello:
- Eumelaninas.
  - Eumelanina negra: aporta el color negro.
  - Eumelanina marrón: aporta el color marrón.
- Feomelaninas: aportan colores trigueños o rubios.
- Tricocromos: aportan colores y tonalidades rojizas.

La aparición de las canas se debe a la pérdida de coloración de los cabellos, fenómeno que forma parte del proceso natural del envejecimiento.

## Otros datos
Las variaciones más importantes en la apariencia física de la cabeza son:
- el grosor varía cerca de 80 µm (0,08 mm).
- los complementos de la cabeza
- el color de pelo (original o artificial)
- el tipo de pelo
- el corte de pelo (es decir, la forma en la que el pelo se organiza o desorganiza en cada persona, en función de las preferencias tanto individuales como culturales: rizos, dreadlocks, trenzas, coletas, pelucas, alfileres decorativos).

## Alteraciones capilares
- Alopecia. Es una alteración capilar producida por la caída del cabello:
  - Calvicie tóxica. Puede aparecer como consecuencia de una grave enfermedad con fiebre elevada.
  - Alopecia areata. Es una enfermedad en la cual se pierde pelo de improviso en una zona concreta, normalmente en el cuero cabelludo o barba.
  - Alopecia androgénica. Esta calvicie es de orden hereditario y comúnmente la padecen los hombres, pero puede darse comúnmente en las mujeres durante los meses otoñales.[6] Se presenta generalmente en la nuca, frontal, o coronilla, aunque por ser su patrón genético no tiene zonas específicas.
- Moniletrix. Es un trastorno constituido por una variación regular del espesor del tallo piloso, dándole al pelo un aspecto de rosario con tendencia a romperse prematuramente en los puntos donde es más delgado. Presenta un patrón hereditario autosómico dominante.
- Tricoptilosis. Es una alteración conocida por «puntas abiertas» (llamadas coloquialmente «horquetillas»), el pelo se ve opaco y deslucido y esa división impide tanto peinarlos como que los peinados queden en su sitio una vez logrados.
- Tricorrexis invaginada. Conocida como pelo de bambú. Consiste en unas deformaciones técnicas y cóncavas del tallo que recuerda al bambú. Pueden ocurrir de forma traumática sobre pelos normales o ser congénita. Podría deberse a un efecto pasajero de la queratinización. Este tipo de pelo característico del síndrome de Netherton.
- Ensortijamiento adquirido del cabello. También conocido como «pelo ensortijado adquirido» es un trastorno del crecimiento del pelo del cuero cabelludo en el que los pelos afectados nacen desde la raíz encrespados y con rotaciones sobre su eje, el pelo es muy parecido en textura y grosor al vello pubiano pero tiene mayor longitud que este.

## Historia

### Egipcios
Diodoro de Sicilia dice que Osiris hizo el juramento de no rasurarse la cabeza hasta que no estuviese de vuelta a su patria. Y este, añade, es el origen del uso constante entre los egipcios de no cortarse los cabellos ni la barba desde el día en que salen de su país hasta en el que vuelven a su patria. De este pasaje se puede concluir que los egipcios se rasuraban habitualmente la cabeza. Heródoto lo asegura positivamente de los sacerdotes de aquella nación y añade que no solo se rapaban toda la cabeza sino también todas las otras partes del cuerpo, temiendo profanar el culto de los dioses con alguna suciedad oculta o con la presencia de algún insecto nacido entre el pelo.
En cuanto a las mujeres egipcias, parece que conservaban su cabellera, que cortaban en forma cuadrada sobre el cuello y cubrían con una especie de gorro muy grande.
Acostumbraban también los egipcios ofrecer votos a los dioses, como casi todos los otros pueblos, para la curación de sus hijos enfermos y cuando se hallaban restablecidos los conducían al templo, en el que les cortaban el cabello, poniéndolo luego en una balanza y ofreciendo igual peso de oro, el que entregaban a los que cuidaban de los animales sagrados.

### Judíos
Los judíos estaban sujetos a ciertas reglas particulares acerca el modo de traer el pelo. No se les permitía el cortarlo en redondo porque los árabes, los amonitas, los moabitas, los idumeos y pueblos del Cedan, de Tema y de Blus los llevaban de esta manera en forma de corona a imitación de unco. Y a esto alude lo que dice Jeremías en el cap, IX. v. 26, y lo que leemos en el Levítico cap. XIX. v. 27. En ciertas ocasiones se les permitía cortarse el cabello, como en caso de lepra u otras enfermedades, en el luto, en tiempo de penitencia, etc. Llevaban sobre la cabeza una especie de tiara como los persas y caldeos.

### Antiguos griegos
Entre los griegos antiguos, los jóvenes de ambos sexos no se cortaban los cabellos hasta la época en que entraban en la adolescencia. Las muchachas se los cortaban en la víspera de su matrimonio y los ofrecían por lo común a Artemisa o a las Moiras. Los jóvenes griegos consagraban por lo común sus primeros cabellos a Apolo o a Asclepio, y a veces a Dioniso.
- los jóvenes trecenios de ambos sexos consagraban sus cabellos a Hipólito, el cual había muerto soltero
- los jóvenes de Megara dedicaban su primera cabellera a Ifinoe hija de Alcatoo, que murió virgen
- los de Sición, a Egea
- los de la isla de Delos, a Ecaergeo y a su hermana Opi
- los de Argos y de Atenas, a Atenea, etc.

Teseo ofreció el primero su cabellera al Dios de Delfos, cuyo ejemplo fue seguido por todos los jóvenes distinguidos de Atenas. Los asirios tenían una costumbre semejante, ofreciendo los jóvenes los cabellos y los mayores en edad la barba. Los pobres, a veces la consagraban a Hércules, o a cualquier otro dios adorado en Atenas.
En los primeros tiempos este uso no era constante y vemos a varios héroes consagrar su primera cabellera por un voto particular a las deidades que habían tenido un especial cuidado de su infancia y muchas veces, a los dioses de los ríos. Así es que Aquiles prometió la suya al río Esperqueo si volvía sano y salvo de la guerra de Troya; pero habiendo después sabido que debía perecer en aquel sitio, dice Homero que se cortó los cabellos y los echó sobre la pira de su amigo Patroclo. Memnon ofreció la suya al Nilo.
Este uso de los griegos fue imitado por los jóvenes romanos, los cuales ofrecían a alguna deidad su primera barba y cabellera. Dion lo cuenta de Augusto y Suetonio reprueba a Calígula el haber admitido esta ceremonia religiosa. Juvenal habla de las fiestas y convites que se hacían en semejantes casos.
Muchas veces se contentaban los jóvenes con atar los primeros cabellos a la estatua de la divinidad a la cual los habían consagrado y Pausanias dice que la estatua de Igia estaba casi enteramente cubierta con las cabelleras que habían colgado o atado en ella las mujeres de Sición.

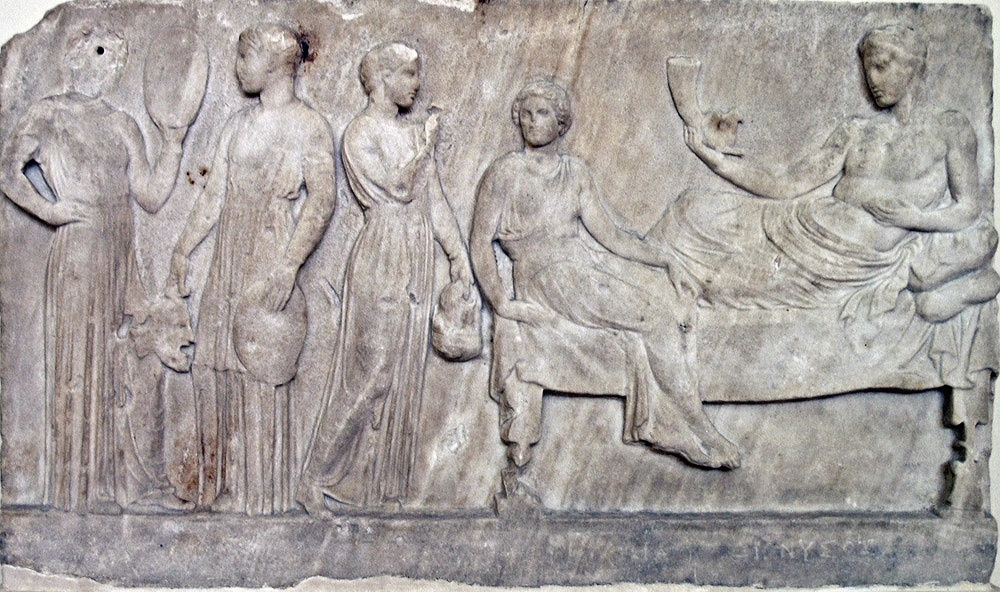
Bacantes en un relieve griego

Solamente las bacantes entre las mujeres griegas eran las que llevaban el cabello ondeante y sin ningún freno. Las muchachas se lo ataban sobre la frente o detrás de la cabeza; pero las mujeres casadas se lo anudaban ordinariamente sobre la nuca en una sola trenza que ondeaba sobre los hombros.
Los griegos creían que los dioses infernales cortaban un cabello a los mortales en el instante en que las Parcas cortaban también el estambre de su vida. Así es que la muerte en Eurípides aparece armada de una espada en actitud de cortar el fatal cabello de la generosa Alceste para hacer una víctima consagrada a los dioses infernales. Macrobio reconoce una imitación semejante de este pasaje de Eurípides en Virgilio, los que indican el uso que había entre los griegos de cortar los cabellos a los moribundos.
Acostumbraban también los griegos a cortarse los cabellos en el luto para echarlos sobre los cadáveres y sobre la pira de las personas que les habían sido queridas: y cuando no habían estado presentes a los funerales iban a deponer la cabellera sobre el sepulcro de los parientes o amigos, de cuyo uso podríamos citar infinidad de ejemplos. A veces, no solo los parientes y amigos del difunto daban esta prueba exterior de dolor sino que en ciertos casos un pueblo entero se cortaba el cabello en obsequio de algún personaje cuya pérdida le era muy sensible. Los tesalios, al decir de Plutarco, se cortaron todos el cabello a la muerte de Pelópidas y los persas después de la de Masistio. Otros pueblos fueron aún más lejos, cortando las crines de sus caballos a fin de manifestar que hasta aquellos animales participaban de su dolor. Alejandro no se contentó con hacer llevar luto a los macedonios y a sus caballos por la muerte de su amigo Hefestión, sino que hasta quiso que los seres inanimados diesen una prueba de sentimiento mandando derribar las almenas de las torres y murallas.

### Antigua Roma
Los romanos adoptaron este uso de los griegos y Dionisio de Halicarnaso cuenta que las vírgenes y matronas romanas que asistieron a los funerales de la Hija de Virginio echaron sobre el fúnebre lecho de aquella virtuosa y desgraciada Romana sus cabellos y las vendas de que se servían para atárselos.
Los que habían naufragado y perdido todos sus efectos ofrecían a los dioses del mar sus cabellos como la única ofrenda que podían todavía presentar. Vemos en la Antología que Lucilo después de su naufragio ofrece sus cabellos a los númenes del Océano, porque no le había quedado otra cosa de que poder hacer una ofrenda. Por esta razón Petronio llamaba a la acción de cortarse los cabellos el último voto de aquellos que están próximos a naufragar o que han naufragado. El mismo motivo, es decir, el reconocimiento a los dioses hacía cortar los cabellos a aquellos que habían salido de graves enfermedades o de un inminente peligro y por esta razón, los que se hallaban en este caso se dejaban crecer los cabellos hasta que fuesen bastante largos para ofrecerlos.
El uso de cortarse los cabellos y de ofrecerles a los dioses del mar, echándolos a las ondas cuando estaban en una tempestad, dio motivo entre los navegantes a la supersticiosa opinión de que era mal agüero el cortarse las uñas y los cabellos en una nave a menos de hallarse en inminente peligro.
Entre los romanos vemos que los acusados de grandes delitos y los que recurrían al pueblo contra algún opresor poderoso se dejaban crecer la barba y los cabellos en señal de dolor, los que se cortaban el día en que eran absueltos o en que habían obtenido justicia. Algunos también, además de llevar en tiempo de aflicción la barba y cabello largo, lo cubrían con ceniza o tierra, como los judíos y otros pueblos.
Los filólogos están discordes acerca del modo en que llevaban los cabellos los esclavos. Algunos creyeron que se les cortaban todos los cabellos, fundados en aquel proverbio griego de Suidas: ¿tú eres esclavo, y tienes cabellera?, al paso que otros creen que también se raía la cabeza a aquellos que de esclavos pasaban a libertos, es decir, antes de darles el gorro de la libertad llamado pileus. Esta última costumbre era fundada en la religiosa ofrenda que hacían de sus cabellos a los dioses en reconocimiento de haber mejorado de suerte. Ovidio dice que el pelo de los esclavos servían para hacer las cabelleras postizas.
Los vencedores acostumbraban a hacer rapar la cabeza a los prisioneros en señal de esclavitud y hubo algunos tan bárbaros, como los escitas al invadir Palestina, que no solo hicieron rapar el pelo, sino arrancar la piel de la cabeza de muchos hebreos: cuya inhumanidad ejecutó también el cruel Antíoco contra dos de los Macabeos.
Por la historia vemos que las damas de Cartago se cortaron sus cabellos para hacer cuerdas que faltaban para mover las máquinas de guerra y las matronas romanas hicieron el mismo sacrificio en honor de su patria y de su libertad en otro apuro semejante.
Los antiguos se servían de un hierro caliente llamado calamistrum para rizarse los cabellos. Entre los griegos y romanos solo seguían este uso las mujeres casadas y las muchachas. Pero entre los frigios y entre los otros pueblos célebres por sus afeminadas costumbres, esta moda era común a ambos sexos. Los sicambrios y los germanos formaban un solo nudo de su larga cabellera, el cual era según testimonio de Tácito su atributo característico. Este modo de anudar el cabello pasó a proverbio y Marcial le indica con las palabras nodus rheni. Los armenios, los sarracenos y algunos otros pueblos del Asia se ataban con varias vendas o cintas los cabellos en derredor de la cabeza, formando a manera de una mitra. Los partos y los persas llevaban largas cabelleras ondeantes, como se ve en algunas de sus medallas. Los árabes, los abantidas y misios, lo mismo que los curetos y los etolios, se cortaban el cabello por delante para que los enemigos no los cogiesen por él en los combates. Los galos, según dice Diodoro de Sicilia, llevaban una larga cabellera que lavaban muy a menudo con agua de cal. Los atenienses que militaban en la caballería se dejaban crecer los cabellos y lo mismo hacían todos los lacedemonios, tanto los soldados como los ciudadanos.
Los romanos, como se deduce de sus monumentos, llevaban los cabellos cortos, los que dejaban crecer en tiempo de luto. Los lacedemonios los llevaban largos y se los perfumaban con esencias al ir a dar una batalla.
Los medas y los asirios, según Heródoto, y después de ellos los persas los llevaban ensortijados en la parte de delante y tendidos por los dos lados sobre los hombros. Los numidas los llevaban ensortijados de lo alto de la cabeza hasta abajo. Las mujeres atenienses y los hombres afeminados de la misma ciudad rizaban y perfumaban sus cabellos y los cubrían con una especie de polvo amarillo. Lucio Vero hermano del emperador Marco Aurelio echaba sobre los suyos unos polvos de oro.
Las matronas romanas se servían de una especie de agujas para partir el cabello en raya, con que se distinguían las mujeres casadas de las doncellas que lo traían unido. No solo los antiguos rizaban el pelo con un hierro caliente, sino que también esparcían algunas veces sobre de ellos polvos de oro y se los ataban con hilos o láminas del mismo metal.
Los atenienses ponían entre sus cabellos algunas cigarras de oro. En el bajo imperio, los hombres no se adornaban menos que las mujeres, pues al igual de estas se ataviaban con dijes de oro y piedras preciosas, que ponían sobre sus cabellos.
Los sabios y filósofos de Atenas y Roma reprendieron muy a menudo el uso de rizarse los cabellos y declamaron altamente contra los hombres que se desdoraban con este lujo afeminado. Tucídides mismo no quería que los jóvenes se rizasen los cabellos, ni que los llevasen alzados sobre la frente formando un nudo, como lo usaban las vírgenes o doncellas. Cicerón, en su arenga pronunciada después de su vuelta al Senado, señaló a Pisón como un hombre entregado al vicio con las palabras cincinnatum ganeonem, libertino de los cabellos ensortijados. Reprendió el mismo defecto al cónsul Gabino, llamándole saltator calamistratus, haciendo observar sobre su frente las señales del hierro caliente que había servido para formar los anillos de sus cabellos: frontem calamistri vestigiis notatam. Suetonio describiendo los vicios de Nerón no omite tampoco el gran cuidado que ponía en componer sus cabellos.
Conocían también los antiguos el uso de las pelucas o cabelleras postizas, y se llamaban por los romanos galeri y galericuli. Se adornaban a veces con otra especie de peluca llamada corymbio, que imitaba el tocado de las vírgenes. No solamente se servían de pelucas para ocultar la falta de cabellos sino también para presentarse con cabellos de color diferente de ios naturales o para disfrazarse. Calígula llevaba una peluca y una larga túnica para frecuentar los lupanares: y la infame esposa de Claudio Mesalina ocultaba bajo una peluca rubia su negra cabellera cuando pasaba las noches en las casas de prostitución.
Las pelucas rubias eran en Roma muy apreciadas y venían de Germania y de los países septentrionales de la Europa. Se dice que el arte de teñir el pelo fue inventado por Medea. Los godos y otros pueblos septentrionales tuvieron en gran aprecio una buena cabellera y ponían mucho cuidado en conservarla. Entre las mujeres era una señal de virginidad, por lo que las doncellas llevaban la cabeza desnuda y el pelo ondeante, al paso que las casadas llevaban la cabeza cubierta.
Los antiguos galos conservaban los cabellos como una señal distintiva de honor y de libertad, por cuya razón César mandó cortárselos luego de haberles subyugado. Los esclavos traían la cabeza rapada. Los eclesiásticos y aquellos que abandonaban el mundo se hacían cortar el cabello y ofrecían a Dios su cabellera para dar una prueba de su esclavitud espiritual y manifestar que renunciaban a todos los honores mundanos prometiendo una absoluta sujeción a Dios y a sus superiores. El abate Fleuri dice que en un principio las religiosas de Egipto y Siria se hacían cortar los cabellos por la limpieza, al paso que en otras partes los conservaban, siendo varias en este particular las prácticas de la antigüedad.
En otro tiempo se juraba por la cabellera, lo mismo que ahora por el honor y el cortarla a alguno era un desprecio e ignominia. Los cómplices en una conjuración estaban condenados a cortarse mutuamente sus cabellos.

### Edad Media
Se dio a los reyes francos el epíteto de cabelludos por acostumbrar usar una gran cabellera y más antiguamente se dio el mismo a los jóvenes romanos que no habían llegado a la edad de la pubertad, hasta cuya época se dejaban crecer el cabello, lo mismo que a los eunucos y a los sacerdotes de Cibeles; pero no a los de Belona, ni de Ceres.
Los antiguos francos se cortaban el cabello por todo el alrededor de la cabeza, no conservando sino unos pocos en la parte superior de ella. No era permitido sino a los príncipes de la familia real el llevar los cabellos largos y flotando sobre las espaldas y algunos autores añaden que se conocían por la cabellera los diferentes grados de nobleza de cada uno. Cortar los cabellos a un príncipe o a cualquier franco era no solamente degradarlo y separarlo de su familia, sino también excluirle de la nación o de la clase de ciudadano, pues solo los esclavos llevaban la cabeza rapada.
Parte de estos usos parece que no fueron exclusivos de los francos, pues en España vemos que cortar el cabello a un príncipe le inhabilitaba también para reinar. Por esta razón dice la historia que Ervigio al intentar derribar del trono a Wamba le dio una bebida soporífera que le privó del sentido por algún tiempo, durante el cual le hizo cortar el cabello y que al volver en sí Wamba renunció la corona y se retiró al Monasterio de Pampliega en donde murió en santa paz el año 687.
Sajo la primera raza de los reyes franceses, cuando se saludaba a alguna persona de consideración no se le podía hacer un obsequio más fino y respetuoso que arrancarse un cabello y presentárselo, con cuya acción se le manifestaba ser su más rendido esclavo, puesto que un hombre al pasar del estado libre al de la esclavitud se cortaba el cabello y lo presentaba a su amo o señor.

## Aplicaciones científicas
Las muestras de pelo son utilizadas en la actualidad para análisis toxicológicos y proporcionan mucha más información de la que se puede obtener del análisis de matrices tradicionales, como por ejemplo muestras de sangre y orina. Una muestra de este anejo nos da la posibilidad de establecer un perfil cronológico del momento en el que se consume la droga o se ha expuesto una persona a un determinado tóxico. Se utiliza para medicamentos, drogas de abuso y también para algunos metales, lo que ha constituido una gran ayuda y revolución en el campo de la toxicología forense.

### Historia
Fue Casper en 1858 el primer investigador que utilizó una muestra de pelo para un análisis toxicológico. En este caso analizó un cadáver 11 años después de su muerte y en él encontró restos de una posible exposición a arsénico. Más tarde, salió a la luz más información acerca del fallecimiento de otros personajes históricos conocidos como Napoleón Bonaparte, a quien se le encontró sustancias perjudiciales entre ellas compuestos como el arsénico 125 años después de su muerte o  el análisis del propio cabello del conocido músico y compositor Ludwig van Beethoven, donde se encontraron restos de plomo años después de su muerte.

### El pelo como matriz toxicológica
Tradicionalmente, se han utilizado a lo largo de numerosas décadas muestras biológicas de sangre y orina  para la evaluación de la presencia de drogas de abuso. Este tipo de muestras ofrecen una serie de limitaciones respecto a la extrapolación de los resultados, debido a que, al analizar la sangre u orina sólo permiten conocer los valores de droga existentes en el momento en el que se toman dichas muestras, por lo que no se correlacionan los datos obtenidos con el estado clínico del sujeto investigado. Estas nuevas alternativas de análisis de matrices no convencionales como es el pelo, nos pueden dar información acerca del conocimiento de una drogadicción crónica o una larga exposición a determinados tóxicos.
Si por ejemplo se analiza un metal pesado:
-Si se encuentra en la punta del pelo solamente, significa que el individuo estuvo expuesto al metal pesado en un tiempo pasado.
-Si el metal pesado se encuentra en la raíz, significa que el individuo está expuesto en el momento actual.
-Si se ve a lo largo de todo el pelo, significa que el individuo ha estado expuesto al xenobiótico durante un periodo de tiempo importante, intoxicación que se denomina crónica.
Por ello el análisis de cabello es de gran interés en la rama forense de la toxicología ya que puede ser útil en casos de divorcios, cadáveres en estado de descomposición donde se quiere conocer la sustancia a la que estuvo expuesto, control dopaje en atletas, en ciclismo y en otros tipos de deportistas o en casos de agresión sexual o crímenes.

### Incorporación de la droga al pelo
Toda las sustancias que se encuentren en el medio ambiente o nuestro alrededor ya sean medicamentos, droga, contaminantes o tóxicos en general, son susceptibles de penetrar en nuestro organismo pasando directamente al torrente sanguíneo a del folículo piloso. Para difundir a la circulación sanguínea el tóxico al atravesar el pelo se une a su matriz queratínica, por lo que al ir creciendo el cabello, el tóxico sigue acumulado en él.
Conociendo que el crecimiento aproximado del mismo es más o menos de 1 cm por mes, realizando la segmentación del mismo desde la raíz hasta las puntas, podremos obtener datos del período durante el cual se produjo la incorporación de droga u otros tóxicos a él. Este método de análisis debe tener en cuenta limitaciones como el crecimiento irregular del cabello que varía desde 0.7 a 1.5 cm según el individuo.
La incorporación de las sustancias al pelo puede ser explicada a través de un modelo complejo, en el que se aceptan tres mecanismos distintos los cuales son:
1. Incorporación desde el torrente sanguíneo que nutre la papila dérmica hacia el interior de la fibra capilar o folículo en crecimiento.
2. Incorporación a través del sudor o secreciones de la glándula sebácea que se encuentran cerca del folículo.
3. Exposición pasiva a las sustancias que se encuentran en el ambiente del individuo intoxicado.

### Procedimiento de análisis del pelo[8]
Para realizar un correcto análisis toxicológico del pelo se deben seguir los pasos desarrollados a continuación, teniendo en cuenta siempre las posibles variaciones dependiendo de la muestra.
Se recoge la muestra de pelo para realizar el análisis del xenobiótico en cuestión. Se debe tener en cuenta el crecimiento de cada uno de los tipos de cabello para seleccionar el segmento a analizar. El pelo capilar crece regularmente 0.33 a 0.60mm por día, el vello púbico y vello axilar, crece 0.25mm por día, el pelo de la barba 0.27 mm por día y el cabello 1 cm por mes. El vértex posterior de la cabeza es el punto ideal para recoger el mechón de cabello puesto que es aquí donde existe menor variabilidad del folículo piloso. Las muestras se almacenarán en ambientes secos, sin contacto de luz solar directa y evitando conservarlas en frigoríficos o congeladores. Se recomienda seleccionar un mechón grueso del tamaño de un bolígrafo.
A continuación se lleva a cabo la segmentación del mechón seleccionado. Se cortan segmentos medidos de entre 10 y 30 mm, y en algunos casos se prosigue con acción mecánica como trituración o pulverización.
Seguidamente se elimina la contaminación externa mediante lavados sucesivos en la muestra con disolventes durante un tiempo marcado. Esto se realiza para evitar interferencias de contaminantes endógenos, así como para evitar resultados falsos positivos por la posible existencia de contaminantes exógenos.
La muestra resultante se somete a un proceso de extracción que elimina los interferentes y concentra las sustancias para su posterior análisis (generalmente mediante extracción líquido-líquido y extracción en fase sólida).
Finalmente, se lleva a cabo el análisis instrumental y/o análisis de técnicas inmunoquímicas de barrido para obtener resultados en términos cuantitativos. El procedimiento es protocolario, pero siempre hay que valorar la representatividad de la muestra y la mejora de la adaptación de la misma al proceso de análisis de sustancias xenobióticas presentes en el pelo.

### Perspectivas de futuro
El pelo cuenta con unas características muy valiosas a la hora de analizar la presencia de un agente nocivo en el organismo frente a otras matrices biológicas como son la sangre, orina o muestras de tejidos, pero a pesar de ello cuenta con una serie de limitaciones relacionadas con la complejidad del proceso analítico, el tiempo que se tarda en analizarlo, la falta de precisión en la determinación en mechones de tamaño menor a 1 centímetro o la necesidad de conocer más información sobre el investigado. Además de la imposibilidad de conocer el día concreto de consumo o exposición a la droga o si la muestra fue contaminada externamente con agentes como el sebo o sudor. Es por ello que en un futuro se trabaja en superar todas estas limitaciones.
La toxicología forense es un campo de estudio que debe seguir creciendo y desarrollándose continuamente para mejorar la fiabilidad de los resultados de los  análisis de detección de sustancias o metabolitos tóxicos, generando una mayor calidad en los  resultados.

## Nota

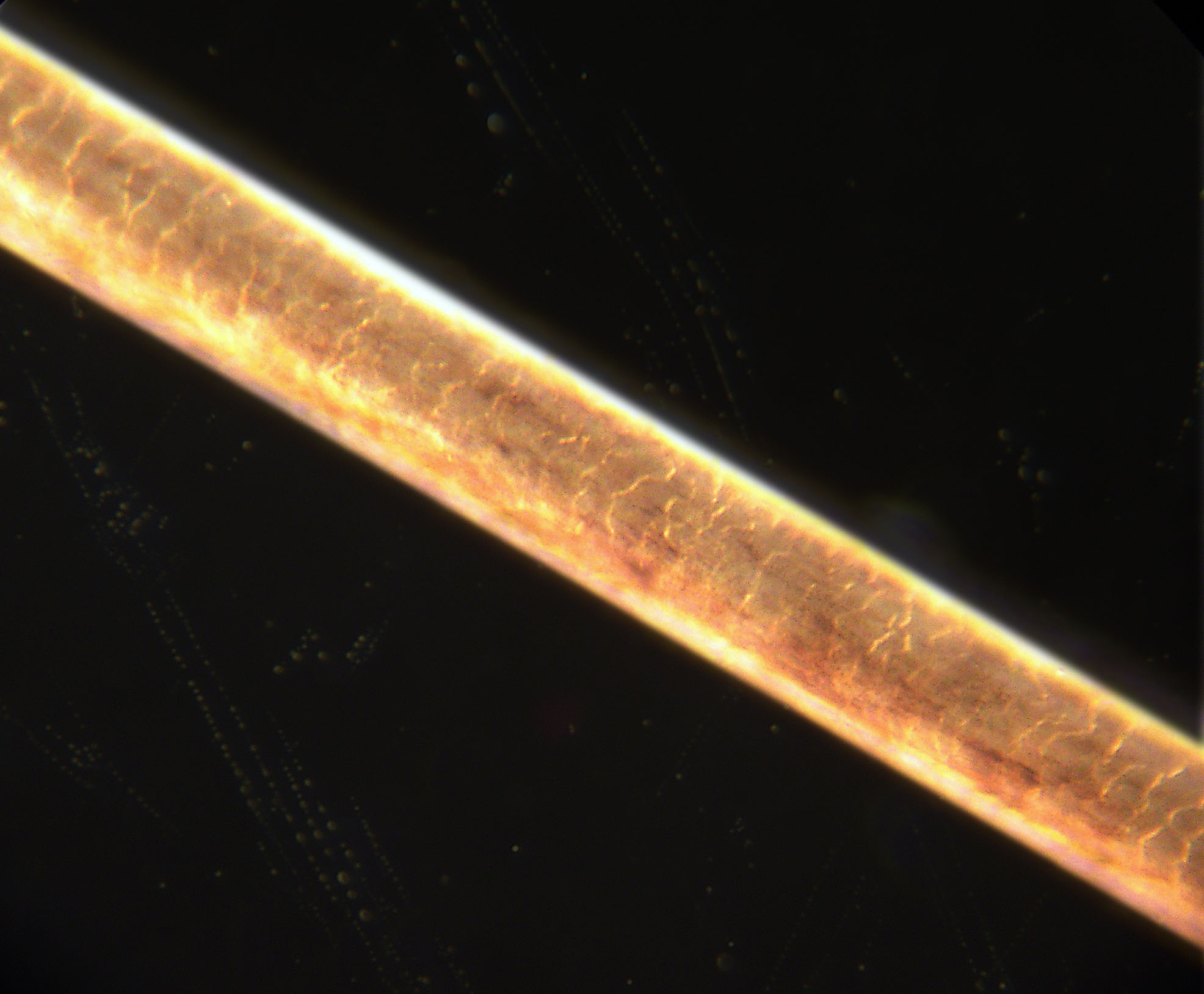
Cabello humano ampliado 200 veces.

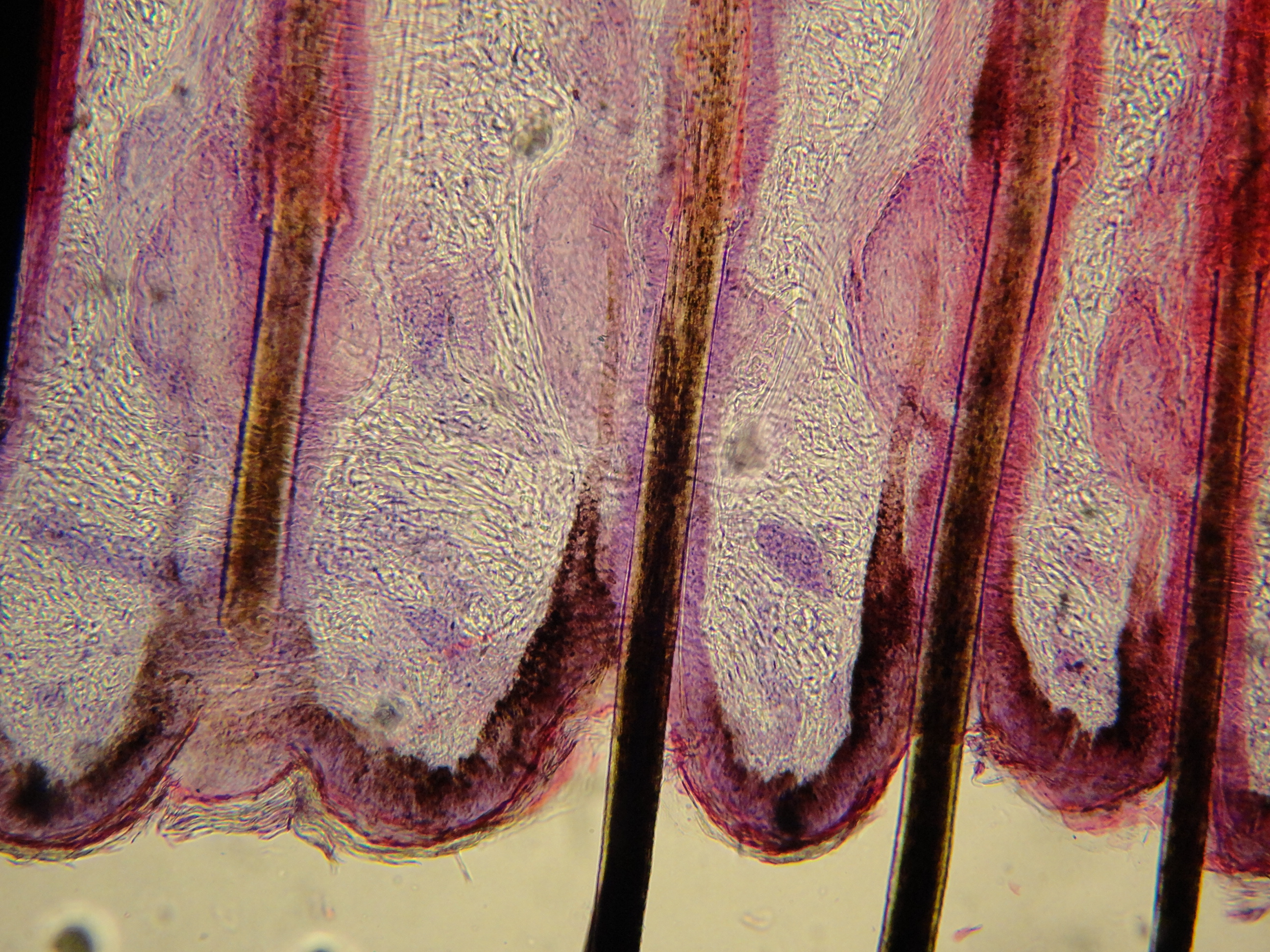
Pelo de felino, corte de la dermis.

1. ↑  El sustantivo «cabello» hace referencia, sobre todo, al pelo de la cabeza y, no tanto, al pelo de otras partes del cuerpo.[1]